# Carl Adolph Cornelius
Pour les articles homonymes, voir Cornelius.
Carl Adolph Stanislaus Cornelius, né le 12 mars 1819 à Wurtzbourg et mort le 10 février 1903 à Munich, est un historien et homme politique allemand, membre du Parlement de Francfort de 1848 à 1849 et professeur à l'université de Munich de 1856 à 1899.

## Biographie
Fils d'un comédien, Cornelius est né le 12 mars 1819 à Wurtzbourg dans le royaume de Bavière. Il fait des études de philologie classique et d'histoire à Bonn et Berlin de 1836 à 1840. Après un stage dans un lycée de Berlin de 1840 à 1841, il enseigne au lycée d'Emmerich de 1841 à 1844 puis à celui de Coblence de 1844 à 1846. Par la suite, il occupe un poste de maître de conférences en histoire et littérature au lycée Hosianum à Braunsberg dans la province de Prusse jusqu'en 1849. 
En 1848, il est élu député au Parlement de Francfort dans la 13e circonscription de la province de Prusse, représentant Wormditt. Il prend ses fonctions le 19 mai et rejoint la fraction Casino (centre-droit) ainsi que, plus tard, le Pariser Hof. Il est par ailleurs membre du club catholique de juin à décembre. En mars 1849, il vote pour l'élection du roi de Prusse Frédéric-Guillaume IV comme empereur des Allemands, avant de quitter l'assemblée le 21 mai. 
Cornelius travaille ensuite de 1849 à 1852 comme chercheur indépendant à l'université de Münster, où il obtient son doctorat en 1850, avant de rejoindre l'université de Breslau où il est d'abord Privatdozent (professeur sans chaire) de 1852 à 1854 puis professeur non titulaire d'histoire de 1854 à 1855. À partir de 1855, il est membre honoraire de la section de Münster de l'Association d'histoire et d'archéologie de Westphalie, avant d'être nommé professeur titulaire d'histoire à l'université de Bonn puis, en 1856, à l'université de Munich. Il se marie en 1857 et, l'année suivante, cofonde l'Académie bavaroise des sciences, dont il préside la commission historique de 1861 à 1871. En outre, il fait partie du comité savant du Musée national germanique à Nuremberg à partir de 1859 et exerce la fonction de recteur de l'université de Munich de 1875 à 1876. En tant qu'historien, il est l'auteur d'un certain nombre d'ouvrages comme Geschichte des Münsterschen Aufruhrs der Wiedertäufer (« Histoire de la révolte anabaptiste de Münster ») publié à Leipzig en deux volumes de 1855 à 1860. 
Cornelius est par ailleurs de religion catholique jusqu'en 1870, lorsqu'il adhère au courant vieux-catholique. Il préside ainsi à partir de 1871 le comité central pour le mouvement de réforme catholique en Allemagne du Sud et participe cette même année au congrès vieux-catholique de Munich. Membre et représentant extraordinaire du synode vieux-catholique de 1873 à 1878, il prend sa retraite en 1899 et meurt le 10 février 1903 à Munich, à 83 ans.  